# Famille de La Ville de Mirmont
La famille de La Ville de Mirmont est une famille française, originaire de Peyrehorade, dans le département des Landes.

## Origine
La famille de La Ville de Mirmont est originaire de Peyrehorade, Le nom primitif est Lavielle. Le nom de Laville n'apparaît pas avant l’année 1743 sur les registres paroissiaux de Sainte-Marie-de Gosse, dans les Landes. Jean de Lavielle, qui s’y était fixé, en 1703, par son mariage avec Jeanne de Bégorre, nièce de Jean de Mirmont, procureur au parlement de Bordeaux, fut notaire pendant vingt ans à Sainte-Marie-de-Gosse. Son fils aîné, Jean Ignace de La Ville, seigneur de Bordus, évêque de Triconie, est élu en 1746 au fauteuil 26 de l'Académie française.
- Jean de Lavieille, notaire, épouse Jeanne de La Bégorre.
  - Jean Ignace de La Ville (1690-1774), évêque de Triconie, membre de l'Académie française.
  - Jean-Baptiste de La Ville (1705-1769), receveur général des tabacs. Il épouse Marie-Aimée Darroyat.
    - Jean-Joseph de La Ville (27 septembre 1750 à Sainte-Marie-de-Gosse - 13 juillet 1794 à Paris), commis des affaires étrangères. Le 14 juin 1782 au Perray, il épouse Marie-Agathe Blanchet.
      - Alexandre-Jean-Joseph de La Ville de Mirmont (17 avril 1783 à Versailles - 1845 à Paris), diplomate et auteur dramatique, maître des requêtes au Conseil d'État.

## Noblesse
Jean-Baptiste (1705-1769), directeur général des postes, receveur général du tabac à Bordeaux, est anobli par lettres patentes en février 1769.
Le nom a été repris par les enfants de Suzanne (1885-1965) mariée à Paul Mathivet.

## Liens de filiation entre les personnalités
La lecture des registres de l'état civil permet d'établir les liens de filiation suivant entre les personnalités :
- Alexandre-Jean-Joseph de La Ville de Mirmont (17 avril 1783 à Versailles - 1845 à Paris), diplomate et auteur dramatique, maître des requêtes au Conseil d'État. Il épouse Anne Boyer.
  - Pierre Jean Jacques de La Ville de Mirmont (1816-1882), chef de division à la préfecture. Il épouse Suzanne Cortes.
    - Henri de La Ville de Mirmont (14 juin 1858 à Bordeaux - 28 août 1923 à Bordeaux), historien, traducteur d'œuvres de Cicéron, adjoint au maire de Bordeaux. Le 11 août 1883 à Pau, il épouse Sophie Malan (d), femme de lettres sous  sous le nom de Madame Henri de La Ville de Mirmont.
      - Suzanne Adèle de La Ville de Mirmont (14 juillet 1885 à Bordeaux - 15 octobre 1965 à Bizanos). Le 19 novembre 1909 à Bordeaux, elle épouse Paul Léonard Constant Mathivet, sous-préfet de Saint-Dié[1].
        - Pierre Mathivet de La Ville de Mirmont (d) (24 avril 1914 à Dieppe - 27 septembre 1998 à Toulon), diplomate, consul général à La Nouvelle Orléans et à San Francisco.
        - Jean Mathivet de La Ville de Mirmont (d) (18 octobre 1918 à Bordeaux - 7 février 2007), diplomate, consul général à Tizi-Ouzou et à Léningrad.

      - Jean de La Ville de Mirmont (2 décembre 1886 à Bordeaux - 28 novembre 1914 - mort pour la France au Chemin des Dames (Aisne)), poète et homme de lettres.

## Armes
Les armes de la famille sont D’or au mont de sable mouvant de la pointe de l’écu ; au chef d’azur chargé de deux yeux au naturel.
Dans la notice consacrée à la famille « Cirot de la Ville », Gustave Chaix d'Est-Ange indique que Mgr Cirot de la Ville a adopté les armes de la famille«  de La Ville de Mirmont », à savoir d'or à un mont de sable mouvant de la pointe de l'écu ;  au chef d’azur chargé de deux yeux au naturel.

## Pour approfondir